# Bahnmedien.at
bahnmedien.at ist ein in Österreich tätiger Verlag, der sich auf Bücher und digitale Reprints zu bahnhistorischen Themen spezialisiert hat. Der Verlag arbeitet auf Non Profit-Basis und ist als Verein konstituiert.

## Geschichte
bahnmedien.at entstand Anfang 2006 aus einer losen Kooperation von Autoren, die teilweise bereits im Eigenverlag und bei etablierten österreichischen Verlagen gleichermaßen publiziert hatten oder bei nationalen und internationalen Eisenbahnzeitschriften journalistisch tätig waren. Die Gründer planten, durch Bündelung der Kompetenzen und der finanziellen Möglichkeiten eine reguläre Verlagstätigkeit aufzunehmen. Das Modell einer Bezuschussung durch Autoren wurde nur bis 2008 bei einigen Projekten angewandt. Die Verlagstätigkeit wird durch die laufenden Verkaufserlöse sowie durch Mitgliedsgebühren der Vereinsmitglieder finanziert.
bahnmedien.at ist als Verein konstituiert. Gründungsobmann war der Jurist und Fachautor Dieter Stanfel.

## Ziele
bahnmedien.at entstand zu einer Zeit, als traditionelle österreichische Verlage ihr Programm im Bereich bahnhistorischer Titel reduziert oder eingestellt hatten. Der neugegründete Verlagsverein wollte Autoren eine Publikationsmöglichkeit bieten, die sie ansonsten in Österreich nicht mehr vorgefunden hätten. Auch innerhalb der Eisenbahnszene ausgesprochene Nischenthemen mit mäßigen kommerziellen Erfolgsaussichten, wie etwa ein zweibändiges Werk über Wertpapiere altösterreichischer Lokalbahnen, sollen durch die Vereinstätigkeit Eingang in die Fachliteratur finden. Der Verlag strebt bei seinen Produkten eine hohe Qualität in allen Aspekten der Buchproduktion an. Schwerpunkte sind dabei das Lektorat und ein durchgängiges modernes Layout, welches überwiegend mit freier Software (Scribus, LaTeX) erstellt wird.

## Produkte
Der Verlag hat seit 2007 zwei bis drei Bücher pro Jahr herausgebracht. Das erste Großprojekt war eine vierbändige Reihe über die Triebfahrzeuge der kkStB, in der die Autoren Johann Blieberger und Josef Pospichal durch die Aufarbeitung umfangreichen Archivmaterials einen vollständigen Lebenslauf aller Lokomotiven dieser historischen Bahnverwaltung veröffentlichen konnten. Weitere Bücher behandeln Bahnbetriebe wie die Gurktalbahn, die Raaberbahn Aktiengesellschaft oder Zahnradbahnlokomotiven der Lokomotivfabrik Floridsdorf, aber auch verkehrshistorische Themen abseits der Eisenbahn, wie  etwa die Donauschifffahrt.
Daneben engagiert sich bahnmedien.at im Bereich digitaler Reprints historischer Eisenbahnliteratur. Das erste derartige Projekt, die Digitalisierung der Zeitschrift Die Lokomotive, erfolgte in Kooperation mit der Österreichischen Nationalbibliothek, die die Digitalisate über das Portal ANNO online anbietet.

## Autoren
Zu den aktivsten Autoren des Verlages zählen Josef Pospichal und Johann Blieberger. Weitere Autoren sind u. a. Arthur Meyer, Franz Haas, Günter Kettler, Walter Blasi und Dieter Stanfel.

Die kkStB-Triebfahrzeuge, vierter Band der vierbändigen Reihe (2011)
Die Gurktalbahn (2009)
Digitalisierung der Zeitschrift Die Lokomotive